# 總有出頭天 (廣東南方電視台電視劇)
《總有出頭天》是廣東南方電視台於2013年首播的本土粵語劇集，是該台《家大歡喜》系列劇的第三季，以老店「白雲居」為舞台，講述兩代人、三個家庭的故事。該劇的主題曲《Miss You》由鄭欣宜演唱，這也是她首次演唱內地電視劇主題曲。